# 金碑乡
金碑乡，是中华人民共和国四川省巴中市巴州区曾经下辖的一个乡。2019年12月，撤销金碑乡，将其所属行政区域划归曾口镇管辖。

## 行政区划
金碑乡撤销前下辖以下地区：
复兴社区、洪流村、繁荣村、黄垭村、庙垭村、土主村、跃进村、鹤鸣村、燕山村、五通桥村和江临村。